# عشبية حليزنية
عشبية حليزنية (الاسم العلمي: Herbaspirillum) هي جنس من البكتيريا، سلبية الغرام، تتبع فصيلة الجرثوميات حامضية.

## أصنوفات
الأصنوفات الأدنى لهذا الكائن:
- كود سباركل
- تحديث القائمة

نوع:عشبية حليزنية حمراء مبيضة 
اسم علمي: Herbaspirillum rubrisubalbicans

نوع:عشبية حليزنية ذاتية التغذية 
اسم علمي: Herbaspirillum autotrophicum

نوع:عشبية حليزنية سيروبيديكية 
اسم علمي: Herbaspirillum seropedicae

نوع:عشبية حليزنية غلافية جذورية 
اسم علمي: Herbaspirillum rhizosphaerae

نوع:عشبية حليزنية فرايزنغية 
اسم علمي: Herbaspirillum frisingense

نوع:عشبية حليزنية كلوروفينولية 
اسم علمي: Herbaspirillum chlorophenolicum

نوع:عشبية حليزنية لوسيتينية 
اسم علمي: Herbaspirillum lusitanum

نوع:عشبية حليزنية مائية 
اسم علمي: Herbaspirillum aquaticum

نوع:عشبية حليزنية هوتينية 
اسم علمي: Herbaspirillum huttiense

نوع:عشبية حليزنية هيلتنرية 
اسم علمي: Herbaspirillum hiltneri

نوع:عشيبية لولبية حديثة برتقالية 
اسم علمي: Herbaspirillum aurantiacum

نوع:عشيبية لولبية حديثة ترابية 
اسم علمي: Herbaspirillum soli

نوع:عشيبية لولبية حديثة كنارية 
اسم علمي: Herbaspirillum canariense

نوع:Herbaspirillum massiliense 
اسم علمي: Herbaspirillum massiliense

نوع:Herbaspirillum piri 
اسم علمي: Herbaspirillum piri

نوع:Herbaspirillum psychrotolerans 
اسم علمي: Herbaspirillum psychrotolerans

نوع:Herbaspirillum putei 
اسم علمي: Herbaspirillum putei

نوع:Herbaspirillum robiniae 
اسم علمي: Herbaspirillum robiniae